# Vereinigung von Freunden der Technischen Universität zu Darmstadt
Die Vereinigung von Freunden der Technischen Universität zu Darmstadt bezweckt die Förderung der Wissenschaft in Forschung und Lehre, insbesondere an der Technischen Universität Darmstadt. Der Vereinszweck soll laut Satzung insbesondere erreicht werden durch Vorträge und Aussprachen in Versammlungen, durch Beiträge zur Errichtung und Ausgestaltung von Instituten und Einrichtungen der Universität, durch Bewilligung von Mitteln zur Lösung bestimmter wissenschaftlicher, technischer und künstlerischer Aufgaben in Forschung und Lehre, durch Bildung von Ausschüssen zur Bearbeitung wichtiger Fragen, zur Mitarbeit in Instituten, zur Beratung der Universität in wissenschaftlichen, technischen und künstlerischen Angelegenheiten von Forschung und Lehre, durch Bekanntgabe von Arbeiten, namentlich von solchen, bei denen die Vereinigung Mittel zur Verfügung gestellt hat, durch Verleihung von Preisen für hervorragende wissenschaftliche Leistungen, durch Förderung sozialer und kultureller Einrichtungen in Verbindung mit dem Hochschulbetrieb, durch Verwaltung von Vermächtnissen und unselbstständigen Stiftungen, die der Förderung von Wissenschaft und Lehre an der TU Darmstadt dienen.
Die Vereinigung hat knapp 2.500 Mitglieder und verfügt über ein Vermögen von ca. 3,8 Mio. € (Stand 2016). Die jährlichen Erträge in Höhe von ca. 200.000 € werden für die o. g. Zwecke ausgeschüttet.
Im Jahr 2020 hat die Vereinigung von Freunden der Technischen Universität zu Darmstadt Anträge von Fachbereichen, Hochschulgruppen und einzelnen Professoren im Wert von mehr als 16.000 Euro bewilligt.

## Geschichte
Die Vereinigung von Freunden der Technischen Universität zu Darmstadt wurde am 29. Juni 1918 als Vereinigung von Freunden der Technischen Hochschule Darmstadt im Hörsaal des 1895 gebauten Chemischen Instituts an der Hochschulstraße gegründet. Sie hat ca. 2.500 Mitglieder (Stand: 2016) und ein Vermögen von ca. 2 Mio. €. Die Vereinigung verwaltet zudem eine Reihe von unselbständigen Stiftungen, die im Laufe der letzten 50 Jahre hinzugekommen sind. Laut Satzung, die seit 1918 nicht wesentlich geändert wurde, bezweckt die Vereinigung die Förderung der Wissenschaft in Forschung und Lehre, insbesondere an der Technischen Universität Darmstadt.
Intention bei der Gründung 1918 war es, finanzielle Mittel v. a. aus der Wirtschaft zur Unterstützung der notleidenden Technischen Hochschule nach dem Ende des Ersten Weltkriegs zu erhalten. Da Großherzog Ernst Ludwig bei der Gründung anwesend war, wurde die Vereinigung „Ernst-Ludwig-Hochschulgesellschaft“ genannt. Die Hauptinitiatoren zur Gründung der Vereinigung waren der Maschinenbauprofessor Otto Berndt sowie der damalige Rektor Hermann Finger, die beide bei der 8. Hauptversammlung 1926 zu Ehrenmitgliedern ernannt wurden. Vorbereitet wurde die Gründung durch einen Gründungsausschuss, dem vierzig Mitglieder aus der Hochschule und der Wirtschaft angehörten.
Die Vereinigung wurde als eingetragener Verein gegründet. Die Organe des Vereins sind Vorstand, Vorstandsrat und die jährliche Hauptversammlung.
Bereits kurz nach der Gründung hatte die Vereinigung ca. 200 Mitglieder und ein erhebliches Spendenaufkommen. In den ersten beiden Jahrzehnten unterstützte die Vereinigung die TH Darmstadt insbesondere beim Erwerb von Grundstücken und dem Bau von Gebäuden (z. B. Institut für Cellulosechemie, Institut für Gerberchemie, Hochspannungshalle, Sporthalle).
Im NS-Regime ließ sich die Vereinigung durch die Machthaber teilweise vereinnahmen. Ab 1936 bis zum Ende des Zweiten Weltkrieges wurde Gauleiter Jakob Sprenger als Schirmherr der Vereinigung gewonnen und war bei den jährlichen Hauptversammlungen in der Regel anwesend. 1938 folgte die Hauptversammlung einer Einladung des Gauleiters zu einer Weinprobe.
Im Rahmen der „Jahrhundertfeier 1836-1936“ der TH Darmstadt organisierte die Vereinigung 1936 eine „Jubiläumsspende“. Maßgebliche Organisatoren waren der Schatzmeister Alwin Walther sowie Hans Bochow. Die Aktion brachte insgesamt ca. 450.000 Reichsmark ein. Damit wurde das selbst gesteckte Ziel von 2 Millionen allerdings deutlich verfehlt.
Durch die Währungsreform 1948 geriet die Vereinigung in eine finanzielle Notlage, aus der sie sich parallel zur wirtschaftlichen Entwicklung der Bundesrepublik Deutschland in den 1950er Jahren nach und nach wieder befreien konnte. Vorsitzender in dieser Zeit war der Unternehmer Wilhelm Köhler.

## Vorsitzende
- Otto Berndt (1918–1926)
- Ernst Berl (1926–1930)
- Hans Rau (1930–1933)
- August Thum (1933–1948)
- Wilhelm Köhler (1948–1958)
- Karl Merck (1958–1965)
- Ludwig Büchner (1965–1971)
- Heinrich Toeller (1971–1981)
- Kurt Werner (1981–1995)
- Karlheinz Nothnagel (1995–2012)
- Albert Filbert (Manager) (2012-2018)
- Matthias W. Send (ab 2018)[2]